# 2020-as MotoE-világkupa
A 2020-as MotoE-szezon a MotoE-világkupa második szezonja. A kategória sajátossága, hogy a résztvevők elektromos motorkerékpárokkal vesznek részt a futamokon. A bajnokság május 3-án indult volna Spanyolországban és szeptember 13-án ért volna véget San Marinóban. A koronavírus-járvány miatt azonban jelentős mértékben megváltozott a versenynaptár összetétele. Július 19-én rendezték meg az idény első fordulóját Spanyolországban és a tervek szerint október 11-én ért véget a szezon Franciaországban.
Az egyéni címvédő az olasz Matteo Ferrari. Az Emilia-Romagna nagydíjat követően Matteo Ferrari vezeti a bajnokságot. A bajnok Jordi Torres lett.

## Versenynaptár
Az előzetes versenynaptárat 2019. szeptember 23-án adták ki. Később több módosítás is történt.
| Forduló           | Időpont        | Nagydíj                | Helyszín                                                | Pályarajz |
| ----------------- | -------------- | ---------------------- | ------------------------------------------------------- | --------- |
| 1                 | július 19.     | Spanyol nagydíj        | Circuito Permanente de Jerez, Jerez de la Frontera      |           |
| 2                 | július 26.     | Andalúziai nagydíj     | Circuito Permanente de Jerez, Jerez de la Frontera      |           |
| 3                 | szeptember 12. | San Marinó-i nagydíj   | Misano World Circuit Marco Simoncelli, Misano Adriatico |           |
| 4                 | szeptember 19. | Emilia-Romagna nagydíj | Misano World Circuit Marco Simoncelli, Misano Adriatico |           |
| 5                 | szeptember 20. | Emilia-Romagna nagydíj | Misano World Circuit Marco Simoncelli, Misano Adriatico |           |
| 6                 | október 10.    | Francia nagydíj        | Circuit Bugatti, Le Mans                                |           |
| 7                 | október 11.    | Francia nagydíj        | Circuit Bugatti, Le Mans                                |           |
| Törölt versenyek: |                |                        |                                                         |           |
| –                 | június 28.     | Holland nagydíj        | TT Circuit Assen, Assen                                 |           |
| –                 | augusztus 16.  | Osztrák nagydíj        | Red Bull Ring, Spielberg                                |           |
| –                 | november 14.   | Valenciai nagydíj      | Circuit Ricardo Tormo, Valencia                         |           |
| –                 | november 15.   | Valenciai nagydíj      | Circuit Ricardo Tormo, Valencia                         |           |

## Csapatok és versenyzők
Az összes részvevő a Energica Ego Corsa motorral teljesíti a szezont.
| Csapat                      | Rajtszám | Versenyző          | Forduló |
| --------------------------- | -------- | ------------------ | ------- |
| Avant Ajo MotoE             | 66       | Niki Tuuli         | Összes  |
| Avintia Esponsorama Racing  | 18       | Xavier Cardelús    | Összes  |
| Avintia Esponsorama Racing  | 51       | Eric Granado       | Összes  |
| Dynavolt Intact GP          | 77       | Dominique Aegerter | Összes  |
| EG 0,0 Marc VDS             | 63       | Mike di Meglio     | Összes  |
| LCR E-Team                  | 7        | Niccolò Canepa     | Összes  |
| LCR E-Team                  | 10       | Xavier Siméon      | Összes  |
| Pons Racing 40              | 40       | Jordi Torres       | Összes  |
| OCTO Pramac MotoE           | 15       | Alex de Angelis    | Összes  |
| OCTO Pramac MotoE           | 16       | Joshua Hook        | Összes  |
| Ongetta SIC58 Squadra Corse | 27       | Mattia Casadei     | Összes  |
| Openbank Aspar Team         | 6        | María Herrera      | Összes  |
| Openbank Aspar Team         | 55       | Alejandro Medina   | Összes  |
| Tech3 E-Racing              | 35       | Lukas Tulovic      | Összes  |
| Tech3 E-Racing              | 70       | Tommaso Marcon     | Összes  |
| TRENTINO Gresini MotoE      | 11       | Matteo Ferrari     | Összes  |
| TRENTINO Gresini MotoE      | 61       | Alessandro Zaccone | Összes  |
| WithU Motorsport            | 84       | Jakub Kornfeil     | Összes  |

| Magyarázat          | Magyarázat |
| ------------------- | ---------- |
| Hivatalos versenyző |            |
| Helyettes versenyző |            |

## A szezon menete
| Forduló | Nagydíj                      | Pole-pozíció       | Leggyorsabb kör    | Győztes            | Győztes                    | Listavezető        | Előny |
| Forduló | Nagydíj                      | Pole-pozíció       | Leggyorsabb kör    | Versenyző          | Csapat                     | Listavezető        | Előny |
| ------- | ---------------------------- | ------------------ | ------------------ | ------------------ | -------------------------- | ------------------ | ----- |
| 1       | MotoE spanyol nagydíj        | Eric Granado       | Eric Granado       | Eric Granado       | Avintia Esponsorama Racing | Eric Granado       | 5     |
| 2       | MotoE andalúziai nagydíj     | Dominique Aegerter | Eric Granado       | Dominique Aegerter | Dynavolt Intact GP         | Dominique Aegerter | 11    |
| 3       | MotoE San Marinó-i nagydíj   | Matteo Ferrari[a]  | Dominique Aegerter | Matteo Ferrari     | Trentino Gresini MotoE     | Dominique Aegerter | 12    |
| 4       | MotoE Emilia-Romagna nagydíj | Jordi Torres       | Alex de Angelis    | Dominique Aegerter | Dynavolt Intact GP         | Dominique Aegerter | 19    |
| 5       | MotoE Emilia-Romagna nagydíj | Dominique Aegerter | Jordi Torres       | Matteo Ferrari     | Trentino Gresini MotoE     | Matteo Ferrari     | 4     |
| 6       | MotoE francia nagydíj        | Jordi Torres       | Niki Tuuli         | Jordi Torres       | Pons Racing 40             | Jordi Torres       | 18    |
| 7       | MotoE francia nagydíj        | Jordi Torres       | Niki Tuuli         | Niki Tuuli         | Avant Ajo MotoE            | Jordi Torres       | 17    |

## A világkupa állása
Pontrendszer
| Helyezés | 1. | 2. | 3. | 4. | 5. | 6. | 7. | 8. | 9. | 10. | 11. | 12. | 13. | 14. | 15. |
| Pont     | 25 | 20 | 16 | 13 | 11 | 10 | 9  | 8  | 7  | 6   | 5   | 4   | 3   | 2   | 1   |

(Félkövér: pole-pozíció, dőlt: leggyorsabb kör, a színkódokról részletes információ itt található)
| Helyezés | Versenyző          | SPA | AND | SMR | EMI | EMI | FRA | FRA | Pont |
| -------- | ------------------ | --- | --- | --- | --- | --- | --- | --- | ---- |
| 1.       | Jordi Torres       | 6   | 2   | 4   | 2   | 3   | 1   | 6   | 114  |
| 2        | Matteo Ferrari     | 2   | Ki  | 1   | 3   | 1   | Ki  | 5   | 97   |
| 3        | Dominique Aegerter | 3   | 1   | 3   | 1   | 16  | 14  | 4   | 97   |
| 4        | Mike di Meglio     | 10  | 7   | 6   | Ki  | 6   | 2   | 2   | 75   |
| 5        | Mattia Casadei     | 5   | 3   | 5   | 4   | 2   | Ki  | 13  | 74   |
| 6        | Niki Tuuli         | 11  | ni  | 17  | 13  | 12  | 3   | 1   | 53   |
| 7        | Eric Granado       | 1   | 13  | 10  | Ki  | 7   | 6   | Ki  | 53   |
| 8        | Joshua Hook        | 9   | 8   | 18  | 8   | Ki  | 4   | 3   | 52   |
| 9        | Niccolò Canepa     | 13  | 5   | 11  | 6   | 4   | Ki  | 7   | 51   |
| 10       | Xavier Siméon      | 8   | 9   | 2   | Ki  | 14  | Ki  | 8   | 45   |
| 11       | Lukas Tulovic      | 4   | 6   | 12  | Ki  | 15  | 10  | 11  | 39   |
| 12       | Alessandro Zaccone | vi  | Ki  | 7   | 10  | 5   | 9   | 12  | 37   |
| 13       | Alejandro Medina   | 7   | Ki  | 13  | 7   | 9   | 8   | Ki  | 36   |
| 14       | Alex de Angelis    | 17  | 4   | 8   | Ki  | 8   | 12  | 14  | 35   |
| 15       | Xavier Cardelús    | 14  | 10  | 14  | 9   | 10  | 11  | 10  | 34   |
| 16       | Tommaso Marcon     | 12  | Ki  | 9   | 5   | Ki  | 5   | Ki  | 33   |
| 17       | María Herrera      | 15  | 11  | 15  | 11  | 11  | 7   | 9   | 33   |
| 18       | Jakub Kornfeil     | 16  | 12  | 16  | 12  | 13  | 13  | 15  | 15   |
| Helyezés | Versenyző          | SPA | AND | SMR | EMI | EMI | FRA | FRA | Pont |